# Dobsa Lajos
Rotaresti Dobsa Lajos (Makó, 1824. október 6. – Kosgyán, 1902. július 8.) színész, drámaíró, politikus, publicista.

## Élete
A Széchenyi tér 17. alatt álló Eisenbeck-házban született, melynek helyén ma a Csipkesor áll. A modern épület falán emléktábla örökíti meg a város jeles szülöttének szülőhelyét. Édesapja Dobsa Sámuel vaskereskedő, édesanyja a nagyszentmiklósi születésű, belga származású Dubois Amália volt. A család 1836. január 26-án V. Ferdinánd magyar királytól nemességet kapott, a kiállított diploma engedélyezte a rotaresti előnév használatát. A francia életszemléletet és kultúrát nevelőjétől, de Berrytől tanulta, aki magát a Bourbon-ház hercegi ivadékának tartotta.
Már 11 éves korában színdarabokat rendezett pajtásaival. 1839-től Debrecenben tanult jogot. A városban színjátszó-társulatot alapított és műkedvelő előadásokat rendezett. 1842-ben befejezte tanulmányait, és kinevezték Csanád vármegye tiszteletbeli aljegyzőjévé. Joggyakornokként vett részt az 1843-44-es pozsonyi országgyűlésen; itt volt alkalma megtapasztani a nyüzsgő városi életet, sok újat tanult és tapasztalt. Itt kapcsolódott be a reformnemzedék mozgalmaiba, lehetősége nyílt megismerni Kossuth Lajos polgárosodást, nemzeti függetlenséget célként kitűző politikáját.
1844 őszén - frissen letett ügyvédi vizsgájával - színésznek állt, jóllehet jómódú szülei nehezen vették tudomásul fiuk döntését. 1844. október 20. és 1845. március 10. között Győrött játszott Komlóssy Ferenc és Hegedűs András társulatában. Utána Pesten, Debrecenben, Kolozsvárott és Aradon játszott. Szeptemberben visszatért Győrbe, de már Hetényi József társulatával folytatta színészi pályáját. Itt 1846 tavaszáig maradt.
1845. február 1-jén vendégként lépett föl a pesti Nemzeti Színházban. Itt ismerkedett meg Petőfi Sándorral, akivel huzamosabb ideig együtt lakott. Petőfi a Pesti Divatlapban barátját „igazságtalanul mellőzött, nem mindennapi tehetségű ifjúnak” nevezte, de ez kevés volt ahhoz, hogy a fővárosban szerződtessék. Ebben közrejátszhatott az is, hogy széles körben ismert volt baloldali felfogása. Pesti szerződésnek hiányában vidékre ment, később egy vetélytársának intrikái és egy reménytelen szerelem miatt otthagyta a társulatot.
Ismét visszatért Győrbe, majd 1846. október 1-jén külföldre utazott. Hogy megtapasztalhassa az ipari és szellemi fejlődést, a polgárosodást Németországba utazott, majd Angliába vezetett útja. Végül Franciaország fővárosában, Párizsban állapodott meg.

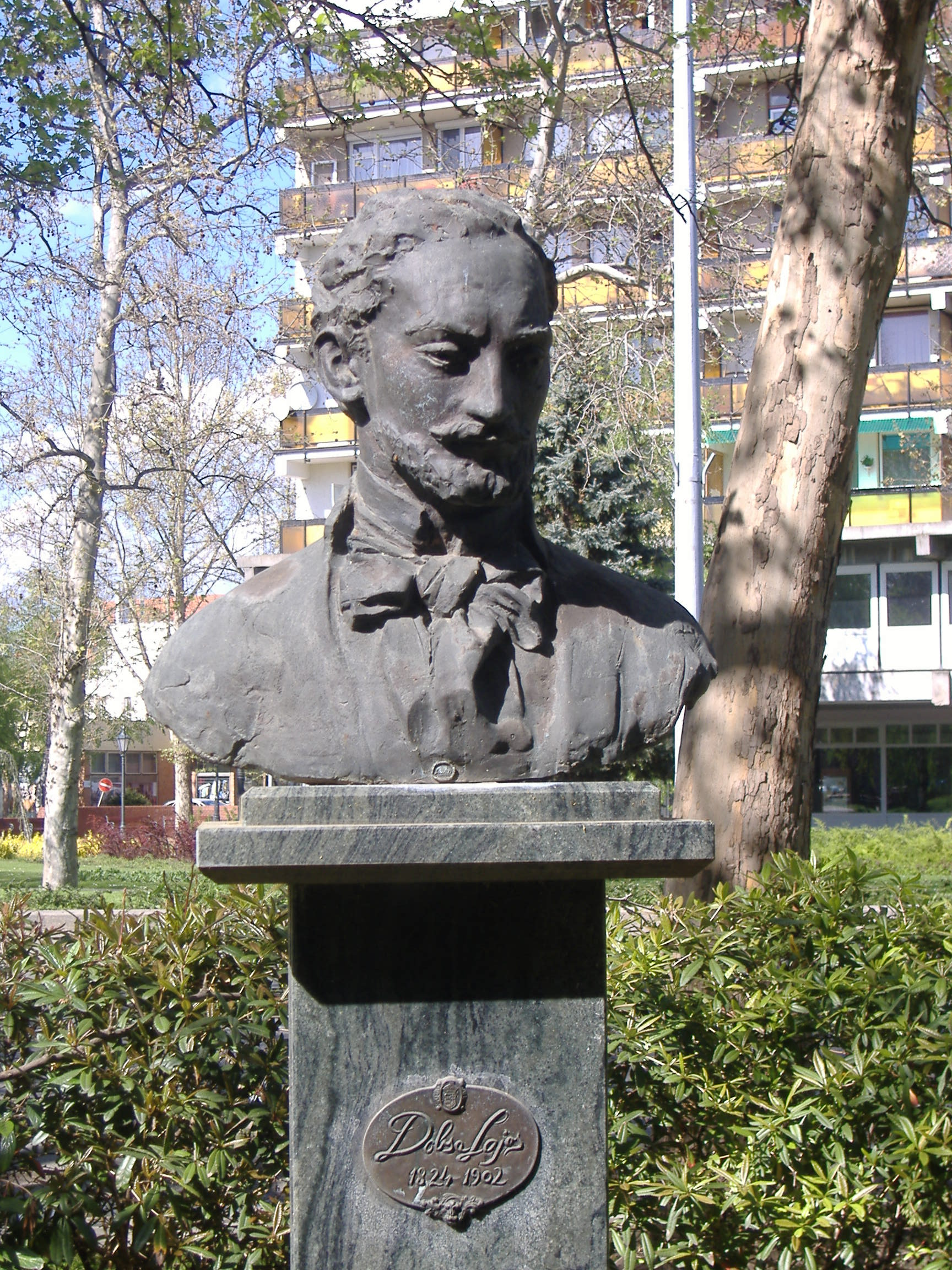
Dobsa Lajos szobra Makón

1848. február 10-én egy magyar színtársulattal találkozott a városban. Tizenegy nappal később látta a francia forradalom kitörését. Február 22-én a forradalmárokkal együtt vonult utcára, az itt látottaknak krónikása lett, később hazatérve Magyarországra könyv formában is kiadta tudósításait. A párizsi népről szeretettel nyilatkozott, és igyekezett megvédeni jóhírüket az ellenforradalom rágalmaitól. Részt vett a barikádharcokban is. Tudatosan képviselte a városi munkásosztály politikai követeléseit, ő volt az egyetlen, aki a 12 pontot balról bírálta, hiányolta belőle a munkások állapotának javítását célzó intézkedéseket, tiltakozott az ellen, hogy a céheket még mindig nem törölték el. Március 15-én még Franciaországban tartózkodott, a párizsi magyarok küldöttségét vezette, ami az ideiglenes francia kormány előtt tette tiszteletét. Pár nappal később hazaindult Magyarországra.
Szülőhazájában bekapcsolódott a radikális értelmiség mozgalmába, május 10-én a budai vérengzés ellen tiltakozó küldöttség tagja volt. Az első népképviseleti országgyűlést megelőző országos választásra május 20-án került sor, Makón Bánhidy Albert, Csanád vármegye első alispánja nyert. Az újonnan megválasztott követ személyét Dobsa Lajos sokszor, és igen élesen bírálta Marczius Tizenötödike nevű baloldali lapjában, betartatlan ígéreteiért is ostorozta. A feudális hatalom bírálatában nem maradt meg szűkebb pátriájánál, Balog Kornélt, Győr vármegye képviselőjének kinevezését sem hagyta szó nélkül.
Radicalis és asboD álnéven tevékenykedett újságíróként, 1848 októberében a királyság intézményét kezdte bírálni, a trónfosztás kimondásáért küzdött. Decemberben a császárhűek ellen szólalt föl, szembeszegült Pálffy Alberttel.
1849 elején Vasvári Pállal és öt másik társával együtt Kossuth Lajoshoz intéztek beadványt, amiben népgyűlések és gerillacsapatok szervezésére kértek engedélyt. A megbízólevelet megkapták, Dobsa szabadcsapat-parancsnokként, századosi rangban láthatott neki a népfelkelések meghirdetésének Csanád és Csongrád vármegyében. A harcokban részt vett, onnan újságcikkekben küldött tudósításokat. Cikkeiből kiderül, hogy Körmöcbánya környékén a felvidéki harcok tanúja volt, majd Debrecenből tért haza szülővárosába. Makót ekkoriban a délvidéki szerb felkelők veszélyeztették, ezért szabadcsapatot szervezett, majd március 21-én este 1700 gyalogossal, 139 lovassal és 97 kocsival Szegedről Makóra indult, átkelt a Maroson, majd másnap a deszki és szőregi csatában szétverte az ellenséget.
A világosi fegyverletétel után atyja kosgyáni (románul: Coşdeni) birtokára vonult vissza, és a drámaírás fele fordult. 1848–1895 között 14 színpadi művet írt, több drámapályázat nyertese és jutalmazottja volt. Vígjátékokkal próbált enyhíteni a nemzet gyászán. 1850. május 22-én mutatták be Öcsém, házasodjál című komédiáját a Nemzeti Színházban. Dobsa az eseményen személyesen is megjelent, jóllehet tudta, hogy a forradalombéli tevékenységért körözik. Elfogása után hat hónapot raboskodott az Újépületben, de szabadulása után is csak rendőri felügyelet alatt lakhatott Pesten.
1874-ig a fővárosban élt, 1869-ben tért vissza a politikai életbe, Makó balközép párti képviselője lett. A nemzeti függetlenség és a gazdasági-kulturális reformok mellett foglalt állást. Támadta a kiegyezést, Kossuth Lajos álláspontját osztotta. 1874-ben ismét balpárti programjával választották meg képviselőnek, de  egy év múlva pártjának a Szabadelvű Párttal való egyesülése miatt lemondott mandátumáról. Miután hiába próbálta megszerezni a Nemzeti Színház intendánsi posztját, visszavonult az irodalmi élettől. Hátralevő éveit gazdálkodással, írogatással töltötte családja körében. 1902-ben Kosgyánban halt meg, hamvai is ott nyugszanak.

## Főbb művei
- Aba Sámuel
- Attila és Ildikó (1858)

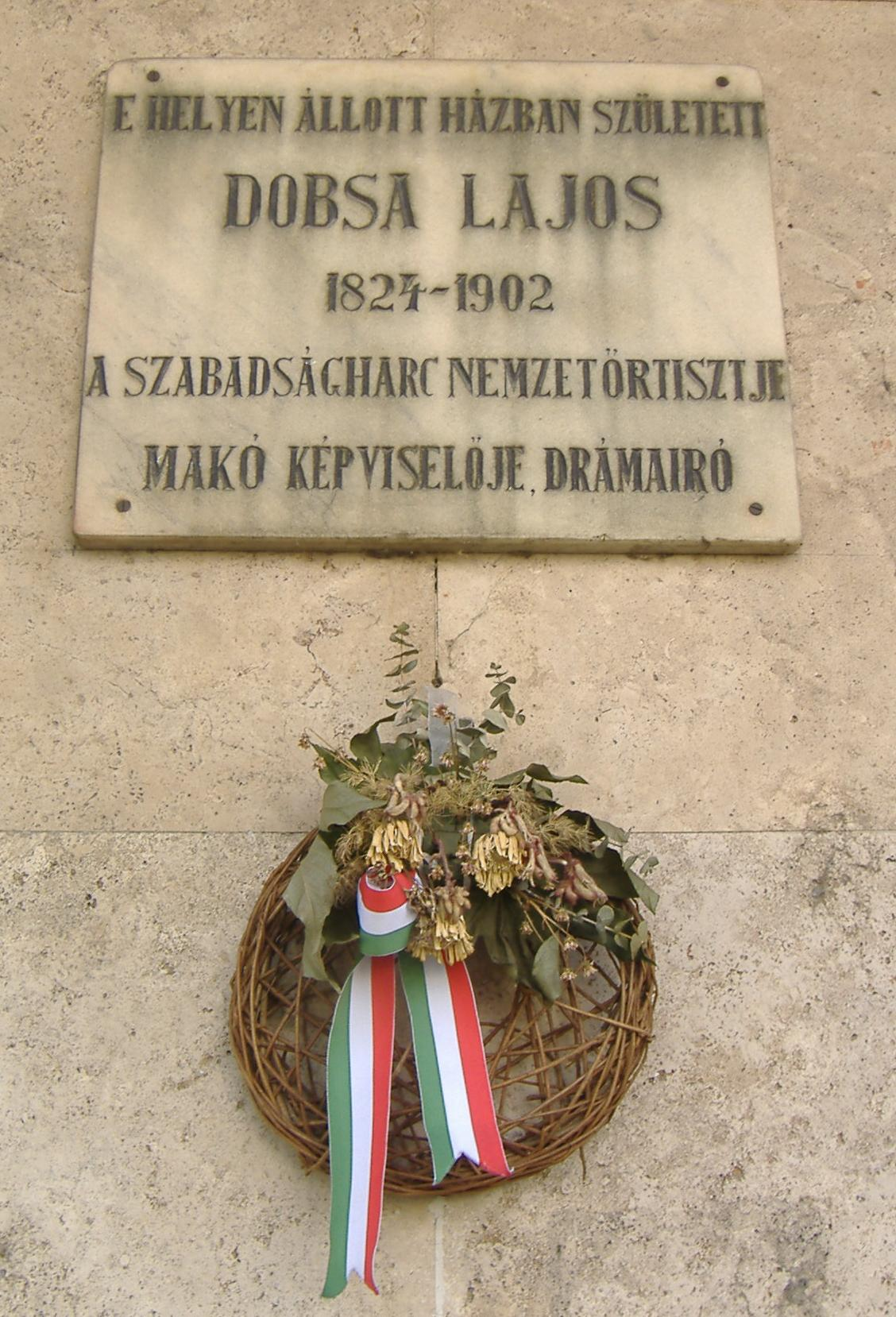
Emléktáblája Makón

- Az 1848. évi francia forradalom (1848) Online
- Bűn bűnt követ (1862)
- Egy bukás sikere (1858)
- Egy nő, akinek elvei vannak (1856)
- Guttenberg (1852)
- I. István király (1861)
- Károly úr bogara
- Könnyelműség (1850)
- IV. László
- V. László (1857)
- Pacsuli világismerete (1850)
- Öcsém, házasodjál! (1850)
- Vígjáték tárgy  (1861)

## Főbb szerepei
- Krumm Eliás (Kotzebue: Legjobb az egyenes út)
- Bájkerti (Szigligeti Ede: Két pisztoly)

## Emlékezete
- Makón emléktábla található szülőházának helyén.
- A makói református ótemető melletti, addig névtelen utcát az 1970-es népszámlálásra készülve Dobsa Lajosról nevezték el.[1]
- Lantos Györgyi alkotta szobrát a makói szoborparkban avatták föl 1998-ban.